# Назаркино (Башкортостан)
Назаркино (баш. Назаркин) — село в Кугарчинском районе Башкортостана, входит в состав Максютовского сельсовета.

## Население
| 2002 | 2009 | 2010 |
| ---- | ---- | ---- |
| 216  | ↘196 | ↗220 |

Национальный состав
Согласно переписи 2002 года, преобладающая национальность — русские (74 %).

## Географическое положение
Расстояние до:
- центра сельсовета (Максютово): 5 км,
- ближайшей ж/д станции (Тюлыан): 41 км.

## Упоминания
Место действия рассказа Сергея Благодарова «Старик и речка».